# レ・ディタリア (装甲艦)
レ・ディタリア (Re d'Italia) はイタリア海軍の舷側砲門艦。一等装甲スクリュー・フリゲイト。レ・ディタリア級。艦名はイタリア王ヴィットーリオ・エマヌエーレ2世のことである。1866年7月20日のリッサ海戦で沈んだ。
ニューヨークのWilliam H. Webbに1861年8月に発注。同年11月21日起工。1863年4月18日進水。1864年3月12日に竣工し、4月にイタリアに到着した。1864年9月14日や9月18日竣工とも。
常備排水量5610トン、満載排水量5869トン、全長326フィート9と1/2インチ (99.61m)、垂線間長275フィート (83.82m)、幅55フィート (16.76m)。または常備排水量5700トン、長さ84.3m、幅16.6m。もしくは常備排水量5700トン、全長99.6m、垂線間長84.3m、幅16.6m、吃水6.7m。蒸気往復動機関1基、角缶4基搭載、1軸推進で速力10.6から10.8ノット、または12ノット。船体は木製で、舷側の装甲は厚さ120mm、または最大4フィート4と3/4インチ。帆装は三檣バーク。舵は防護されていなかった。衝角を有する。
兵装は72ポンド（8インチ）砲6門と164mm砲32門。または203mm72ポンド滑腔砲4門、200mm施条砲2門、164mm32ポンド施条砲32門。もしくは203mm施条砲2門、203mm72ポンド滑腔砲4門、164mm施条砲30門。リッサ海戦時にはアームストロング8インチ200ポンド前装施条砲2門、7インチ160ポンド前装施条砲30門、72ポンド前装滑腔砲4門を搭載していたとも。
1866年6月20日、イタリアはオーストリアに宣戦布告し第3次イタリア独立戦争が始まる。7月16日、ペルサーノ提督率いるイタリア艦隊はアンコーナからリッサ島へ向け出撃した。「レ・ディタリア」はペルサーノの旗艦であった。7月18日、艦隊はリッサ島に到着し、攻撃を開始。Port St. Giorgioの砲台との交戦で「レ・ディタリア」は砲台の弾薬庫を爆発させた。
7月20日、オーストリア艦隊が現れ、リッサ海戦が始まる。海戦直前、ペルサーノは旗艦を「レ・ディタリア」から「アフォンダトーレ」に変更したが、そのことは艦隊内に伝わっていなかった。海戦では旗艦とみられた「レ・ディタリア」は4隻のオーストリア艦に囲まれ、舵機に被弾して前進か後進しかできなくなった。前方をオーストリア艦にふさがれ、またオーストリア装甲艦「Erzherzog Ferdinand Max」が向かってくるという状況で艦長Faà di Brunoは後進を命令。ほぼ停止したところで「Erzherzog Ferdinand Max」の体当たりを受け、「レ・ディタリア」は沈没した。
Faà di Bruno以下382名、または381名が死亡。もしくは408名が死亡し、159名が救助され、18名がリッサ島に泳ぎ着いた。